# Cloridrato di idrossilammina
Il cloridrato di idrossilammina (o cloruro di idrossilammonio) è il sale dell'acido cloridrico e dell'idrossilammina.
A temperatura ambiente si presenta come un solido incolore dall'odore tenue di cloro. È un composto nocivo, irritante, allergenico, pericoloso per l'ambiente.